# カーネーションの聖母
『カーネーションの聖母』（カーネーションのせいぼ（伊: Madonna dei Garofani, 英: Madonna of the Pinks））は、盛期ルネサンスの画家ラファエロ・サンティが1506年から1507年頃に描いた絵画。イチイ材に油彩で描かれた板絵で、ロンドンのナショナル・ギャラリーが所蔵している。

## Subject matter
『カーネーションの聖母』には両手にカーネーションを持って幼児キリストをあやす、若き聖母マリアが描かれている。カーネーションはナデシコ属の植物で、その属名「dianthus」はギリシア語で「神の花」を意味し、キリストの受難の予兆の寓意として美術作品に描かれる。キリスト教の伝承では、キリストが磔刑に処せられマリアが嘆き悲しむ場面にカーネーションが登場している。
この作品は初期フランドル派からの影響と見られる薄暗い室内に聖母子が浮かび上がるように描かれた絵画である。絵画の構成はレオナルド・ダ・ヴィンチの『ブノワの聖母』（1478年、エルミタージュ美術館所蔵）と非常によく似ているが、マリアと屋外の風景を結びつける青と緑の彩色はラファエロ独自のものである。半円形の窓越しに見える風景には崩れた建物が描かれており、これはキリストの誕生によってそれまでの異教世界が崩壊したことを表している。

## 来歴
『カーネーションの聖母』は時祷書よりもやや大きい程度の、手軽に持ち運び可能な小作品で、祈りを捧げる際に手元に置くような用途を意図していたと考えられる。この作品の正確な依頼主は伝わっていないが、1850年代の財産目録から、ペルージャの名家オッディ一族のマッダレーナ・デッリ・オッディが聖職に就いたときに描かせたものではないかといわれている。
19世紀には新古典主義のイタリア人画家ヴィンチェンツォ・カムッチーニ (en:Vincenzo Camuccini) が所蔵していた。

### ラファエロの真作かどうかの議論
1991年の時点で、当時12代ノーサンバーランド公ラルフ・パーシー (en:Ralph Percy, 12th Duke of Northumberland) が所蔵していた『カーネーションの聖母』を、ルネサンス美術の専門家でロンドンのナショナル・ギャラリーのキュレータだったニコラス・ペニー が、間違いなくラファエロの真作であると鑑定している。しかしながらラファエロの研究者たちは、この作品が1853年以来アニック・カースルに存在していたことを知っており、研究者たちの間では『カーネーションの聖母』は現存しないラファエロのオリジナルからの、非常によくできた模写の一つだと考えられていたのである。
大衆への大々的な発表の後に、『カーネーションの聖母』はノーサンバーランド公ラルフから3,488万ポンドでナショナル・ギャラリーか買い取った。このときの買収には文化遺産宝くじ基金 (en:Heritage Lottery Fund) とナショナル・アート・コレクション・ファンド (en:The Art Fund) が資金協力をしている。そしてこの莫大な資金供出の見返りとして、イングランドのマンチェスター、ウェールズのカーディフ、スコットランドのエディンバラ、イングランドのバーナード・カッスルとイギリス各地で展覧会が開催された
2006年の夏にデジデーリオ・クルッツィらが、ペニーによる真贋鑑定とナショナル・ギャラリーが公表したペニーの鑑定に対する擁護意見は、信頼できない根拠と誤解釈に基づく不十分なものだと主張しはじめた。2007年にはイタリアルネサンスを専門とするアメリカ人美術史家ジェームズ・ベック (en:James Beck (art historian)) が、その死後に出版された『ドゥッチョからラファエルまで (From Duccio to Raphael: Connoisseurship in Crisis)』で、『カーネーションの聖母』をラファエロの真作とするナショナル・ギャラリーの見解に疑義を呈している。